# (66843) Pulido
(66843) Pulido est un astéroïde de la ceinture principale.

## Description
(66843) Pulido est un astéroïde de la ceinture principale. Il fut découvert le 1er novembre 1999 à Oaxaca de Juárez par James M. Roe. Il présente une orbite caractérisée par un demi-grand axe de 2,69 UA, une excentricité de 0,23 et une inclinaison de 3,6° par rapport à l'écliptique.

## Compléments